# Menno
Menno város az Amerikai Egyesült Államok Dél-Dakota államában, Hutchinson megyében. Lakosainak száma 614 fő (2020. április 1.).

## Népesség
A település népességének változása:

| 2010 | 608 |
| 2020 | 614 |